# Umberto Agnelli

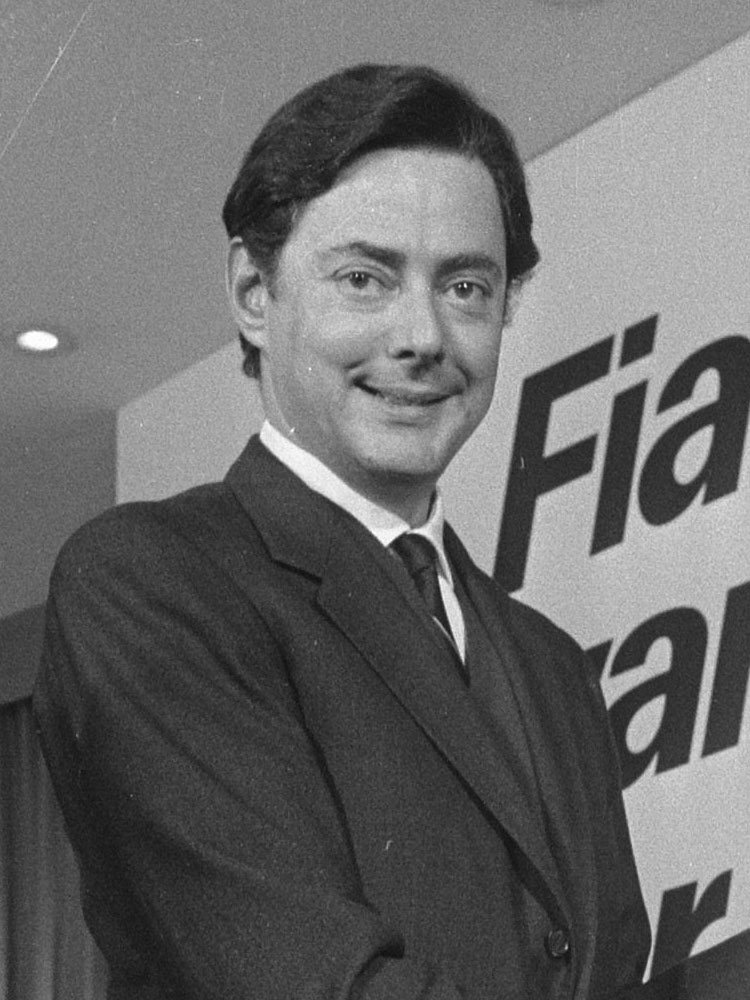
Umberto Agnelli (1970)

Umberto Agnelli (* 1. November 1934 in Lausanne; † 27. Mai 2004 in Turin) war ein italienischer Unternehmer.

## Leben
Umberto Agnelli studierte Rechtswissenschaft. Im Jahr 1955 übernahm er von seinem Bruder Gianni die Präsidentschaft von Juventus Turin. Bis 1967 leitete er den Verein erfolgreich. Wie sein Vater Edoardo und Bruder Gianni, war auch Umberto zeitlebens engagierter Anhänger seiner Mannschaft und bis zu seinem Tode deren Ehrenpräsident.
Ab 1968 leitete Umberto Agnelli die internationalen Geschäfte des Fiat-Konzerns. Von 1970 bis 1976 war er Fiat-Vorstandschef. Ab 1980 führte er die Agnelli-Familienholding Exor. Im Februar 2003 übernahm Agnelli nach dem Tod seines Bruders Giovanni die Präsidentschaft bei Fiat. Er bemühte sich um die Sanierung des angeschlagenen Automobilkonzerns und konnte im Geschäftsjahr 2003 bereits ein besseres Unternehmensergebnis präsentieren. Umberto Agnelli war auch politisch engagiert. 1976 wurde er für die Christdemokraten in den italienischen Senat gewählt.
Umberto Agnelli heiratete 1959 Antonella Bechi Piaggio. Aus dieser Ehe stammte sein Sohn Giovanni Alberto Agnelli, der im Alter von 33 Jahren an Krebs starb. In zweiter Ehe war er ab 1974 mit Allegra Caracciolo di Castagneto verheiratet und hatte mit ihr zwei Kinder Andrea (* 1975) und Anna (* 1977).
Umberto Agnelli erlag am 27. Mai 2004 im Alter von 69 Jahren einem Krebsleiden.